# عيترون
عيترون هي إحدى القرى اللبنانية من قرى قضاء بنت جبيل في محافظة النبطية.

## الموقع الجغرافي
تقع عيترون في خط طول 33.1156° شمالًا, 35.4722°شرقًا. وهي تقع على الحدود مع فلسطين المحتلة وعلى بعد حوالي 125 كيلومتر من العاصمة بيروت.

## السكان
عيترون من أكبر القرى في جنوب لبنان وإجمالي عدد سكانها 20000 (2002). لكن عدد السكان الحقيقي هو أقل بكثير بسبب الأوضاع الاقتصادية والسياسية. السكان غير المقيمين في عيترون ينقسمون بين مهاجرين (و خصوصًا إلى أستراليا وكندا) ونزوح داخلي موزعين على المناطق اللبنانية. 45% تقريبًا من السكان هم تحت عمر الثلاثين ومتوسط حجم العائلة هي ما بين 5 و6 أفراد.

## الاقتصاد
معظم العائلات تعتمد على الزراعة كمصدر الدخل الأساسي. 95% من المحصول الزراعي في القرية هي من التبغ، مع بعض المحصود من الفواكه والخضار والحبوب.

## المنازل والبنية التحتية
هناك 2500 منزل تقريبًا في القرية، وقد شهدت القرية نهضة عمرانية كبيرة بعد العدوان الإسرائيلي عام 2006 الئي دمر عددا«كبيرا» من المنازل. أنشات شبكة كهربائية في عام 1964 ، وفي عام 2005 تم إنشاء شبكة اتصالات لوصل القرية بالشبكة الهاتفية اللبنانية. أما مصدر الماء الرئيسي فهو تجميع مياه المطر.